# Bronsstaartheremietkolibrie
De bronsstaartheremietkolibrie (Glaucis dohrnii) is een vogel uit de familie Trochilidae (kolibries). Het is een bedreigde, endemische vogelsoort in Brazilië.

## Kenmerken
Deze kolibrie is 12 cm lang. Van boven is de vogel bronsgroen gekleurd en van onder kaneelkleurig bruin. De kop is donker, met een duidelijke, witte wenkbrauwstreep en een tweekleurige wit-zwarte baardstreep. De staart is ook bronskleurig met een metaalglans en de uiteinden van de staartpennen zijn wit.

## Verspreiding en leefgebied
Deze soort is endemisch in zuidoostelijk Brazilië. Het leefgebied is regenwoud, vooral bos langs rivieren en beken. De kolibrie is ook waargenomen bij siergewassen met grote bloemen aan de rand van natuurlijk bos.

## Status
De bronsstaartheremietkolibrie heeft een beperkt verspreidingsgebied en daardoor is de kans op uitsterven aanwezig. De grootte van de populatie werd in 2021 door BirdLife International geschat op 2.500 tot 10.000 volwassen individuen en de populatie-aantallen nemen af door habitatverlies. Het leefgebied wordt aangetast door ontbossingen in het Atlantisch Woud dat wordt versnipperd en aangetast door onder andere bosbranden en illegale menselijke bewoning, ook in de geplande natuurgebieden. Om deze redenen staat deze soort als kwetsbaar op de Rode Lijst van de IUCN.